# Jeff Williams (baseballista)
Jeffrey Francis Williams (ur. 6 czerwca 1972) – australijski baseballista, który występował na pozycji miotacza. Przez cztery sezony był zawodnikiem Major League Baseball w zespole Los Angeles Dodgers. Karierę zakończył w japońskim klubie Hanshin Tigers.
W 2004 roku na Igrzyskach Olimpijskich w Atenach wraz z reprezentacją Australii wywalczył srebrny medal.
Po zakończeniu zawodniczej kariery, w marcu 2011 został zatrudniony jako skaut w Hanshin Tigers.